# Bernard-Marie Koltès
Bernard-Marie Koltès (Metz, 1948 — París, 1989) fue un dramaturgo, escritor y director teatral francés.

## Biografía
Nació en una familia burguesa de Metz, en 1948. Hijo de un militar de carrera, vio muy poco a su padre durante su infancia. Se educó en el colegio jesuita de Saint-Clément donde obtuvo el bachillerato. Vivió con dificultad su escolaridad al estar internado y alejado de su familia. A los dieciocho años hizo su primer viaje a Canadá, experiencia que le marcó notablemente.
Durante algunos años tomó clases de piano y órgano con Louis Thiry; también se inscribió en la Escuela de Periodismo de Estrasburgo. A los veinte años tuvo ocasión de ver a María Casares interpretando Medea. La profunda impresión que le causó le orientó hacia el teatro y comenzó una correspondencia con la actriz que dio lugar a diversas colaboraciones, entre ellas la lectura que esta hizi de su obra La herencia, en 1972, y que se retransmitió por radio. Con el objetivo de convertirse en actor, pasó la prueba de acceso del Teatro Nacional de Estrasburgo, pero no fue admitido. Envió entonces su pieza Las amarguras (1970), inspirada en una obra de Máximo Gorki, al director del TNS, Hubert Gignoux, que impresionado por su talento le propuso integrarse en la escuela.

## Trayectoria
Entró en el departamento de escenografía y muy pronto funda su propia compañía, El Teatro del Muelle, en la escuela del Centro Dramático del Este de Estrasburgo. Allí escribiría obras como La marcha (1970), El Juicio ebrio (1971) y Narraciones muertas (1973) que él mismo dirigió. Sus primeros trabajos, ciertamente experimentales, no alcanzan el éxito y Koltès renegará de ellos para evolucionar hacia un estilo más narrativo que se reflejará en sus siguientes obras.
Tras un viaje a la Unión Soviética en 1973 se afilió al Partido Comunista Francés que abandonó en 1979. Tras este viaje, escribió la novela La huida a caballo muy lejos en la ciudad y El día de los homicidios en la historia de Hamlet. Realizó numerosos viajes a América Latina, África y Nueva York, donde creó varias piezas, entre ellas el largo monólogo La noche justo antes de los bosques (1976), escrito para Yves Ferry y dirigido por el mismo Koltès, presentado luego en toda Europa. Su teatro, que rompe con el de la generación precedente, pone en escena la perpetua tentativa de la comunicación entre personas.
En 1977 escribió Combate de negros y de perros, una de sus obras más reconocidasa que tiene como escenario las obras de una empresa extranjera en plena selva, en un país africano no identificado. Se trata de un espacio inspirado por un viaje de un mes que el autor realizó a un país del África subsahariana. A principios de 1983, el famoso director francés Patrice Chéreau la dirigió, con lo que sacó a Koltès del anonimato.
Desde 1983 hasta su muerte, Chéreau fue el único en montar a Koltès en Francia, dirigiendo sucesivamente Quai Ouest (1986), En la soledad de los campos de algodón (1987) y De vuelta al desierto (1988). En febrero de 1986, Koltès descubre en el metro de París un cartel con la efigie del joven asesino Roberto Succo, considerado enemigo público en Francia, Suiza e Italia. A partir de aquí nació su obra póstuma, Roberto Zucco, polémica en su estreno por fundarse en hechos trágicos y reales. En ella, el protagonista se revela como una suerte de Hamlet moderno que se sumerge en una búsqueda desesperada de la libertad y que se debate entre la vida y la muerte.
Koltès viajó a Lisboa, México y Guatemala en 1989, antes de morir, en abril de ese mismo año en París, como consecuencia de ser portador del virus del VIH. Koltès era abiertamente gay y su muerte, apenas cumplidos los cuarenta y un años, para algunos lo incorpora a la lista de «poetas malditos» de Francia. Desde entonces sus textos han sido traducidos a más de una treintena de idiomas y se ha convertido en uno de los dramaturgos franceses más representados del mundo, siendo un clásico del teatrofrancés contemporáneo.

## Obra

### Teatro
- Les Amertumes (1970), Les Éditions de Minuit, París, 1998.
- La Marche (1970), Les Éditions de Minuit, París, 2003.
- Des voix sourdes (1970), Les Éditions de Minuit, París, 2008.
- Procès Ivre (1971), Les Éditions de Minuit, París, 2001.
- La herencia (L’héritage) (1972), Les Éditions de Minuit, París.
- Récits morts. Un rêve égaré (1973), Les Éditions de Minuit, París, 2008.
- Sallinger (1977), Les Éditions de Minuit, París, 1995.
- La noche justo antes de los bosques (La Nuit juste avant les forêts) (1976), Les Éditions de Minuit, París, 1988.
- Combate de negro y de perros (Combat de nègre et de chiens) (1979), con Carnets, Minuit, París, 1989.
- Quai Ouest (1985), Les Éditions de Minuit, París, 1985.
- En la soledad de los campos de algodón (Dans la solitude des champs de coton) (1985), Minuit, París, 1986.
- Tabataba (1986), con Roberto Zucco, Minuit, París, 1990.
- Le Jour des meurtres dans l'histoire d'Hamlet (1988), Les Éditions de Minuit, París, 2006.
- Regreso al desierto / De vuelta al desierto (Le Retour au désert) (1988), Les Éditions de Minuit, París, 1988,
- Roberto Zucco (1988), con Tabataba, Les Éditions de Minuit, París, 1990.
- Coco (1988), con Roberto Zucco, Les Éditions de Minuit, París, 2000.

### Relatos
- La huida a caballo hacia lo profundo de la ciudad (La Fuite à cheval très loin dans la ville : roman) (1976), Les Éditions de Minuit, París, 1984.
- Prologue et autres textes (1986-1991), Les Éditions de Minuit, París, 1991.

### Autobiografías
- Une part de ma vie : Entretiens (1983-1989), Minuit, París, 1999.
- Lettres, Minuit, París, 2009.

## Traducciones españolas
- De noche justo antes de los bosques. Traducido por José María Marco. Valencia: Pre-Textos. 1989. ISBN 9788487101199.
- Combate de negro y de perros. Traducido por Sergi Belbel. Madrid: Instituto Nacional de Artes Escénicas y de la Música, Ministerio de Cultura. 1990. ISBN 9788450593006.
- Roberto Zucco. Traducido por Carla Matteini. Madrid: Instituto Nacional de Artes Escénicas y de la Música, Ministerio de Cultura. 1991. ISBN 9788487075162.
- En la soledad de los campos de algodón, Regreso al desierto. Traducido por Nathalie Cañizares Brundorf. Guipúzcoa: Argitaletxe Hiru. 2001. ISBN 9788495786005.
- Roberto Zucco. Traducido por Fabienne Bradú, Pilar Sánchez Navarro. México: El Milagro. 2003. ISBN 9686773428.
- Muelle Oeste. Traducido por Pilar Sánchez Navarro. México: Escenologia. 2003. ISBN 9789687881539.
- Teatro. La noche justo antes de los bosques, En la soledad de los campos de algodón, Roberto Zucco,  La vuelta al desierto, Tabataba, La herencia, Sallinger. Traducido por Jorge Dubatti y Marta Taborda. Buenos Aires: Colihue. 2008. ISBN 9789505635702.
- La huida a caballo hacia lo profundo de la ciudad. Traducido por Nicolás Valencia Campuzano. Barcelona: Alfabia. 2010. ISBN 9788493794354.
- En la Soledad de los campos de algodón. Traducido por Manuela Ossa. Chile: Chancacazo. 2012. ISBN 9789568940164.
- Teatro completo I: Las amarguras, La caminata, Proceso ebrio, La herencia, Relatos muertos, Voces sordas, Combate de negro y de perros. Traducido por Pilar Sánchez Navarro. México: Paso de Gato. 2016. ISBN 9786078439300.